# Bokononisme
Le bokononisme est une religion inventée par Kurt Vonnegut et pratiquée par de nombreux personnages dans son roman Cat's Cradle. Beaucoup de textes sacrés du bokononisme ont été écrits sous la forme de calypsos. 
Le bokononisme est basé sur le concept de foma, défini comme un mensonge inoffensif. Un des fondements du bokononisme est que la religion, y compris ses textes, est entièrement formée de mensonges; cependant, ceux qui croient et adhèrent à ces mensonges auront l'esprit tranquille et vivront peut-être bien. La Bible de la religion, The Books of Bokonon, commence par: « Ne soyez pas idiot! Fermez ce livre dès maintenant! Ce n'est rien que du foma! Toutes les choses vraies que je vais vous dire sont des mensonges sans vergogne ». Le principe fondamental du bokononisme est de « vivre selon les principes qui vous rendent courageux, gentil, sain et heureux ». 

## Terminologie
Le bokonisme englobe un certain nombre de concepts uniques exprimés dans le dialecte de San Lorenzan :
- boko-maru: acte suprême d'adoration des bokononistes, acte intime consistant en un contact prolongé entre la plante des pieds nue des pieds de deux personnes. On dit que c'est le "mélange de conscience".
- "Occupé, occupé, occupé": chuchotement d'un bokononiste à chaque fois qu'il pense à la complexité et à l'imprévisibilité de la machine de la vie.
- "Calypso": chanson de The Books of Bokonon. Huit de ces chansons sont citées dans Cat's Cradle, certaines avec un titre (par exemple On Dynamic Tension ou The Boko-maru Calypso ) et d’autres sont présentées avec un numéro (par exemple Le cent dix-neuvième Calypso ). Les calypsos illustrent divers aspects des enseignements de Bokonon.
- molleton: le destin de milliers de personnes placées sur un seul stuppa
- duprass: un karass composé de deux personnes seulement. C'est l'un des rares types de karass sur lequel on puisse avoir une connaissance fiable. Les deux membres d'un duprass vivent des vies qui tournent autour l'un de l'autre et sont donc souvent mariés. Un vrai duprass ne peut être envahi, pas même par les enfants nés d'une telle union. Le roman cite l'exemple de "Horlick Minton, le nouvel ambassadeur américain en République de San Lorenzo et de son épouse, Claire". Les deux membres d'un duprass meurent toujours à une semaine d'intervalle.
- foma: contrevérités inoffensives; des mensonges qui, s’ils sont utilisés correctement, peuvent être utiles.
- Granfalloon: un faux karass ; c'est-à-dire un groupe de personnes qui s'imaginent avoir un lien qui n'existe pas vraiment. Un exemple est " Hoosiers "; Les Hoosiers sont originaires d'Indiana et n'ont pas de véritable destin spirituel en commun. Ils ne partagent donc guère plus qu'un nom. Un autre exemple est un Cornellien, étudiant ou diplômé de la Cornell University .
- kan-kan: l'instrument qui fait entrer quelqu'un dans le karass
- Karass: Un groupe de personnes liées de manière cosmiquement significative, même lorsque les liens superficiels ne sont pas évidents.
- wampeter: le thème central ou le but d'un karass . Un karass a généralement un wampomètre autour duquel il tourne, mais il peut en exister deux si l’un s’estompe (un flou) et qu’un nouveau apparaît comme thème central (la croissance).
- "Maintenant, je vais détruire le monde entier" – Ce qu'un bokononiste dit avant de se suicider.
- pool-pah: colère de Dieu
- saroon: accepter avec réticence un vin-dit
- sin-wat: une personne qui veut tout l'amour de quelqu'un pour lui-même
- sinookas: les vrilles de la vie
- stuppa: un enfant brumeux (idiot)
- vin-dit: une poussée soudaine dans la direction du bokononisme
- Zah-mah-ki-bo: destin, destin inévitable

## Voir également
- Parodie de religion